# ジェマ・ルイーズ
ジェマ・ルイーズ（英: Gemma Louise、 1996年6月10日 -）は、日本で活動するイギリス出身のグラビアアイドル、コスプレイヤー 、YouTuber、Tiktoker、 モデル。リア・ディゾンの再来や「黒船天使」と呼ばれている。

## 略歴
イギリスのロンドン出身。赤ちゃんのときには、一番かわいい赤ちゃんを選ぶコンテスト（Bonny Baby Competition）で優勝。
10代の頃、モーニング娘。が大好きで、ダンスの振り付けや日本語の歌詞を覚えた。そして、日本語をもっと上達させたい、日本の文化をもっと知りたいと思い、来日した。
2019年06月21日、初DVDとブルーレイ 『乙女天使』(日本メディアサプライ）を発売した     。
2019年11月22日、2作目のDVD『俺のリアルドール ～ MY REAL DOLL～』(日本メディアサプライ）を発売した。
2021年5月、YouTube『ジェマちゃんねる』開設。   
2022年9月、東京ゲームショウ2022にて「リトルウィッチノベタ」の公式コスプレイヤーに就任。
2022年11月12日、自身初となる壁掛けカレンダーを発売。
2022年12月20日、『QJweb』の人気シリーズ「“推し”の推し猫」掲載。
2023年2月17日、YouTube「ニホンザルと 外国人 に混浴温泉入った」がメディアに取り上げられた。
2023年2月25日、また期間限定で、書籍・雑貨店『ヴィレッジ・ヴァンガード』とのコラボ商品を発売した。
2023年10月2日、YouTube「おつまみ食べてみた！するめどうやって食べるんですか？？」がメディアに取り上げられた。
2023年10月14日、インタビュー記事がYahoo!ニュースエンタメアクセスランキング1位になった。
2024年8月30日、YouTube「ワイト島行きます！⚓ イギリス夏旅行」がメディアに取り上げられた。
2025年5月21日、デビューCDシングル「never don't stop」を発売した。
2025年8月11日、初のデジタル写真集「Sweet Majesty」を発売した。

## 人物
- 子供のころから猫が大好き[22]。

- 初めてコスプレをしたのは13歳くらいの時の涼宮ハルヒの衣装。次に挑戦したのは『Fate/Grand Order』のネロ・クラウディウス[14]。

- 好きな食べ物：お好み焼き、親子丼[32]。

- 趣味：旅行、温泉、ゲーム、動画編集、ダンス、カラオケ[33]。

- 好きなアーティストは大塚愛[34][35]。

- 「ミミ」と「マロン」という2匹の猫を飼っている[22][36]。

## 作品

### イメージビデオ
※太字タイトルはBD版同時発売
- 乙女天使（2019年6月21日、日本メディアサプライ）
- 俺のリアルドール 〜My Real Doll〜（2019年11月22日、日本メディアサプライ）

## 出版

### デジタル写真集
- 【週プレ PHOTO BOOK】「Sweet Majesty」（2025年8月11日、集英社、撮影：藤本和典）[37]

### 雑誌
- 「VV MAGAZINE vol.101」 （2022年12月16日、ヴィレッジ・ヴァンガード）[38]

- 「PEACE COMBAT VOL.54」（2023年3月27日、アストワ） 表紙、巻頭グラビア、インタビュー、ブロマイド、ポスター[39]

- 「GoodsPress 11月号」（2023年10月06日、徳間書店） [40]

### カレンダー
- ジェマ・ルイーズ 2023年カレンダー（2022年11月12日、トライエックス）[41]
- ジェマ・ルイーズ 2024年カレンダー（2023年11月4日、トライエックス）[42][43]。

### Web連載
- QJWeb「“黒船天使”ジェマ・ルイーズの航海日誌」（2023年2月15日、太田出版）[44]

### イベント
- 東京ゲームショウ2022（2022年9月15日 - 9月18日、幕張メッセ）ハピネットブースに出演[45]。
- コミックマーケット103（2023年12月31日、東京国際展示場）「原神のリネット」コスプレを披露[46]。